# Pripet (reka)
Pripet oz. Pripjat (ukrajinsko Прип'ять, latinizirano: Prypjat', belorusko Прыпяць, latinizirano: Prypjac') 
je 761 km dolga reka v vzhodni Evropi. Izvira v severovzhodni Ukrajini, teče skozi Ukrajino in Belorusijo, v zadnjem delu toka spet skozi Ukrajino, kjer se izliva v Dneper.
Reka Pripet teče skozi černobilsko izključitveno območje, vzpostavljeno okoli mesta jedrske nesreče v Černobilu. Mesto Pripjat, ki se nahaja ob reki v Ukrajini (45.000 prebivalcev) je bilo popolnoma evakuirano po černobilski katastrofi. Reka še vedno teče ob černobilski jedrski elektrarni, ob kateri se nahaja ribnik elektrarne, ki ga je napajala. V njej živi nekaj rib, ki so še vedno radioaktivne. 
Reka ima povodje v površini 121.000 km2, od tega 50.900 km22 v Belorusiji. V Belorusiji leži približno 495 km celotne dolžine reke.